# Tiliacora triandra

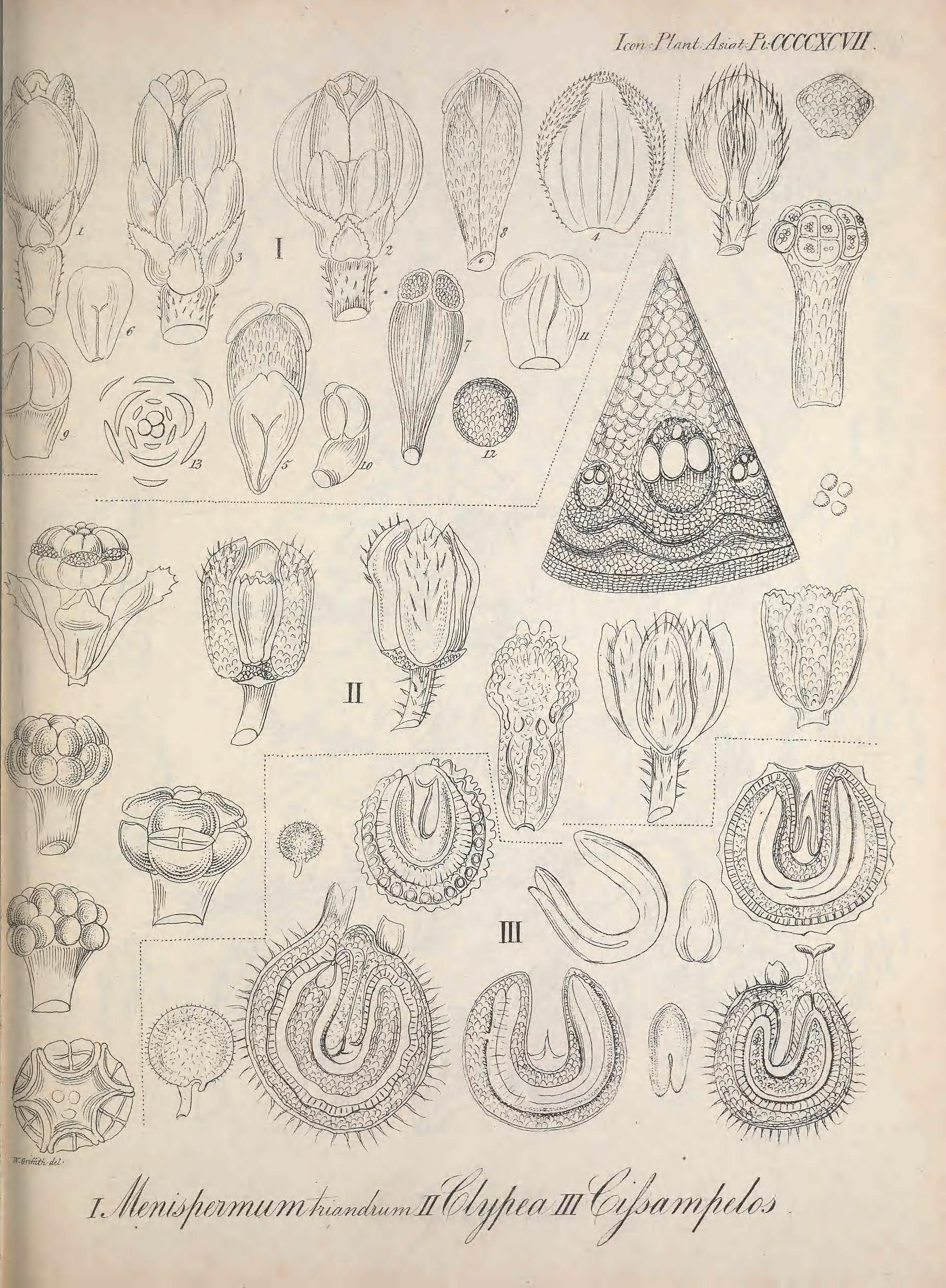
Illustration Nr. I; nur männliche Blüte, aus W. Griffith: Icones plantarum asiaticarum und Posthumous papers bequeathed to the honorable the East India company, jeweils Part IV, 1854

Tiliacora triandra ist eine Pflanzenart in der Familie der Mondsamengewächse aus dem nördlichen Südostasien.

## Beschreibung
Tiliacora triandra wächst als immergrüne Kletterpflanze einige Meter hoch oder weit. Die schlanken und rippigen Sprossachsen sind fein behaart bis kahl.
Die einfachen Laubblätter sind wechselständig und kurz gestielt. Sie sind eiförmig bis elliptisch, manchmal leicht herzförmig, ganzrandig und spitz bis zugespitzt oder seltener stumpf, etwas steif, leicht ledrig und meist kahl. Die Nebenblätter fehlen.
Tiliacora triandra ist zweihäusig diözisch. Die kleinen, gelben und eingeschlechtlichen Blüten erscheinen achselständig oder kauliflor, stammblütig in lockeren, traubigen, leicht behaarten Blütenständen mit zymösen Gruppen. Die gestielten Blüten mit doppelter Blütenhülle sind zwittrig. Die 6–12 Kelchblätter sind ungleich, die äußersten sind am kleinsten und die innersten 3 aufrechten, klappigen einiges größer. Die aufrechten, schmalen, bei den männlichen Blüten 3 oder 6, bei den weiblichen Blüten 6 Kronblätter sind nur sehr klein und keilförmig. Die 3 kurzen, keulenförmigen Staubblätter der männlichen Blüten und die etwa 8–9 kleinen, oberständigen, kurz gestielten Fruchtblätter mit sitzenden Narben der weiblichen Blüten sind frei.
Es werden kahle bis etwa 0,7–1 Zentimeter große, rote, rundliche bis verkehrt-eiförmige, einsamige Steinfrüchte an einem kurzen, verzweigten Karpophor gebildet die in einer Sammelsteinfrucht zusammenstehen. Die skulptierten Steinkerne bzw. Samen sind hufeisenförmig gebogen.

## Verwendung
Die Blätter werden als Gemüse, Gewürz oder Färbemittel genutzt und auch zu Drinks verarbeitet. Sie werden oft zu einem Gelee, einem wässerigen Auszug oder zu einem Pulver verarbeitet.